# Умножение-сложение
В вычислительной технике, особенно в цифровой обработке сигналов совмещённое умножение-сложение (multiply-accumulate) — распространённая операция, при которой умножаются два числа и складываются с аккумулятором.
{\displaystyle \ a\leftarrow a+(b\cdot c)}
Когда операция выполняется над числами с плавающей запятой, то может выполняться двойное округление (типично для DSP) или однократное (сложение происходит с более точным внутренним представлением произведения). Версия с однократным округлением также называется fused multiply-add (FMA) или fused multiply-accumulate (FMAC).

## Назначение
Данная инструкция позволяет более эффективно реализовать операции деления и извлечения квадратного корня (при отсутствии аппаратной реализации), умножение векторов и матриц, вычисление полиномов по схеме Горнера.

## Реализация в процессорах
Операция включена в стандарт IEEE 754-2008. В стандарт 1999 года на язык программирования Си включена поддержка операции FMA (функция fma() из math.h).
Современные компьютеры могут иметь специализированный блок умножения-сложения или MAC (multiply-accumulate), состоящий из умножителя, реализующего комбинационную логику, и сумматора, а также аккумулятора, в котором сохраняется результат. Выход аккумулятора подаётся на один из входов сумматора, и таким образом каждый такт результат из умножителя складывается с аккумулятором. Реализация MAC требует дополнительной логики на кристалле, но вычисления происходят быстрее, чем при использовании метода сдвигов и сложений, типичного для первых компьютеров. FMA также работает с более высокой точностью
Появившись на сигнальных процессорах, операция (FMA) включена в системы команд процессоров: IBM POWER1 (англ., 1990), Fujitsu SPARC64 (1995), HP PA-8000 (1996), Sony Emotion Engine (1999), Intel Itanium (2001), IBM Cell (2005), Ambric (2006).
Также операция FMA реализована в процессорах AMD с поддержкой FMA4 (Bulldozer) и FMA3 (Trinity). Intel реализовала FMA3 в процессорах на ядре Haswell.
Технология присутствует в NVIDIA GPU серий GeForce 200 (GTX 200), GeForce 300 и NVIDIA Tesla GPGPU C1060 & C2050 / C2070. AMD добавила FMA в линию Radeon с серии HD 5000.
Инструкции FMA, реализованные в процессорах Intel Haswell:
- VFMADD {\displaystyle a=b\times c+d}
- VFMSUB {\displaystyle a=b\times c-d}
- VFNMADD {\displaystyle a=-b\times c+d}
- VFNMSUB {\displaystyle a=-b\times c-d}
- VFMADDSUB {\displaystyle Aodd=Bodd\times Codd+Dodd}
- VFMSUBADD {\displaystyle Aeven=Beven\times Ceven+Deven}